# Comuna Braniște, Rîșcani
Comuna Braniște este o comună din raionul Rîșcani, Republica Moldova. Este formată din satele Braniște (sat-reședință), Avrămeni, Reteni și Reteni-Vasileuți.

## Demografie
Conform datelor recensământului din 2014, comuna are o populație de 1.275 de locuitori. La recensământul din 2004 erau 1.474 de locuitori.

## Administrație și politică
Componența Consiliului local Braniște (9 consilieri), ales la 5 noiembrie 2023, este următoarea:
|  | Partid                                       | Consilieri | Componență | Componență | Componență |
|  | -------------------------------------------- | ---------- | ---------- | ---------- | ---------- |
|  | Partidul Social Democrat European            | 3          |            |            |            |
|  | Partidul Acțiune și Solidaritate             | 3          |            |            |            |
|  | Coaliția pentru Unitate și Bunăstare         | 2          |            |            |            |
|  | Partidul Socialiștilor din Republica Moldova | 1          |            |            |            |